# Luciano Rosada
Luciano Rosada (Venezia, 1923 – Milano, 1998) è stato un direttore d'orchestra italiano.

## Biografia
Ha studiato al Conservatorio Benedetto Marcello della sua città, perfezionandosi poi con Antonio Guarnieri all'Accademia Chigiana in Siena.
Nel 1948 è il maestro sostituto di Nino Sanzogno in Cardillac di Paul Hindemith con Boris Christoff e Gino Del Signore e suona alle percussioni nella prima assoluta del Concerto per due pianoforti, arpe percussione di Bruno Maderna diretto da Ettore Gracis al Teatro La Fenice di Venezia dove nel 1951 dirige un concerto con Magda László.
Nel 1954 è apparso al Teatro alla Scala di Milano dirigendo La Sylphide, rimanendovi per alcuni anni quale direttore dei balletti.
Sempre nel 1954 dirige la prima assoluta di L'amuleto di Alberto Soresina al Teatro Donizetti di Bergamo ed un concerto alla Fenice.
Alla Scala 1955  dirige Le Spectre de la rose con Carla Fracci e Racconto d'inverno di Renzo Rossellini con Elettra Morini e nel 1956 la prima assoluta di Mario e il mago di Franco Mannino con Luciana Novaro, El amor brujo (balletto) con la Novaro e Sebastian di Gian Carlo Menotti con la Fracci e Lo schiaccianoci con Margot Fonteyn ed Amedeo Amodio.
Sempre nel 1956 dirige la prima assoluta di La panchina di Sergio Liberovici con Giorgio Tadeo a Bergamo.
Ha diretto numerose e più importanti orchestre italiane ed europee; ha anche tenuto la cattedra di direzione d'orchestra al Conservatorio di Bologna e Milano.